# USS Alden (DD-211)
Za druga plovila z istim imenom glejte USS Alden.
USS Alden (DD-211) je bil rušilec razreda Clemson v sestavi Vojne mornarice Združenih držav Amerike.
Rušilec je bil poimenovan po admiralu Jamesz Aldenu mlajšemu.